# Diamond Days
Diamond Days es el cuarto álbum de estudio de la agrupación británica de pop rock The Outfield. Publicado bajo el sello MCA Records, el disco alcanzó la posición número 90 en la lista Billboard 200. Para la grabación, el baterista Alan Jackman fue reemplazado por Simon Dawson.

## Lista de canciones
Todas escritas por John Spinks, excepto donde se indique.
1. "Take It All" – 3:47
2. "Eye to Eye" (Spinks, Tony Lewis) – 2:58
3. "For You" – 4:26
4. "John Lennon" – 3:27
5. "Magic Seed" – 3:23
6. "Unrespectable" – 2:45
7. "Burning Blue" – 3:37
8. "Raintown Boys" – 3:31
9. "One Night in Heaven" – 4:24
10. "After the Storm" – 4:43

## Miembros
- Tony Lewis - voz, bajo
- John Spinks - guitarra, teclados, voz

- Alvin Lee - guitarra en "One Night in Heaven"
- Simon Dawson - batería